# Championnat de France de rugby à XV de 3e division fédérale 2015-2016
Navigation
Fédérale 3 2014-2015 Fédérale 3 2016-2017
Cette page présente la saison 2015-2016 de Fédérale 3.

## Composition et classement des poules

### Poules 1, 2, 3, 4
- : Qualifiés pour les phases finales
- : Promu en Fédérale 2
- : Relégué en honneur régional

| Poule 1 1. US Ris-Orangis 2. Plaisir RC (R) 3. Olympique marcquois 4. Stade caennais RC (P) - CLL Armentières - Rueil AC - RU Dunkerque (P) - Évreux AC - ES Vitry - Entente ML-SG-P | Poule 2 1. Rugby club auxerrois 79pts 2. Rugby Épernay Champagne 69pts 3. Antony Métro 92 (R) 61pts 4. RC Courbevoie 48pts 5. RC Metz 47pts 6. AC Boulogne-Billancourt (ACBB) (P) 30pts 7. RC Pont-à-Mousson (P) 27pts 8. US Pithiviers 25pts 9. RC Versailles 21pts 10. RC Vincennes 17pts | Poule 3 1. RC Drancy 76pts 2. RAC Chateauroux 61pts 3. UM Pontault-Combault 51pts 4. RC Blois 48pts 5. ROC Houilles-Carrières-sur-Seine 42pts 6. RC Meaux 35pts 7. SA Vierzon (R) 30pts 8. SC Chinon 28pts 9. US Joué-lès-Tours (P) 27pts 10. CA Chevreuse (P) 26pts | Poule 4 1. SC Le Rheu 77pts 2. Plouzané AC 74pts 3. RC Trignac 46pts 4. FC La Roche-sur-Yon 44pts 5. Auray RC 42pts 6. RC Saint-Sébastien–Basse-Goulaine 35pts 7. RO Cholet (P) 33pts 8. SA Parthenay 32pts 9. SCORC Angers (P) 31pts 10. CJF Saint-Malo (P) 4pts |

### Poules 5, 6, 7, 8
- : Qualifiés pour les phases finales
- : Promu en Fédérale 2
- : Relégué en honneur régional

| Poule 5 1. JA Isle 65pts 2. RC Clermont-Cournon 63pts 3. Bourges XV 61pts 4. RC Saint-Yrieix 55pts 5. US Ussel 40pts 6. RC Uzerche (P) 36pts 7. RC Guéret 35pts 8. RC Vichy 35pts 9. RC Mauriac 34pts 10. RC Issoudun 6pts | Poule 6 1. CA Sarlat (R) 64pts 2. CM Floirac (P) 63pts 3. Stade belvesois (R) 58pts 4. RC Puilboreau 52pts 5. Stade foyen 49pts 6. SC surgèrien 46pts 7. AS Mérignac 34 pts 8. Stade poitevin 28pts 9. US La Tremblade (P) 15pts 10. Royan-Saujon rugby (P) 11pts | Poule 7 1. CA Périgueux (R) 77pts 2. RC Saint-Cernin 55pts 3. Grenade sports 52pts 4. RC Arpajon-Veinazès 47pts 5. US Fumel Libos 42pts 6. CS Nontron 37pts 7. US Monflanquin 35pts 8. SC Nègrepelisse 34pts 9. CA Ribérac 30pts 10. US Souillac (P) 21pts | Poule 8 1. US Salles (R) 68pts 2. AS Layrac (P) 51pts 3. AA nogarolienne 49pts 4. US Mugron 46pts 5. US Tournon 43pts 6. US Bazas 41pts 7. JS Riscle (P) 41pts 8. JS Rion 39pts 9. RC Bon-Encontre-Boé 31pts 10. SA Saint-Sever (P) 16pts |

### Poules 9, 10, 11, 12
- : Qualifiés pour les phases finales
- : Promu en Fédérale 2
- : Relégué en honneur régional

| Poule 9 1. Hasparren AC 61pts 2. US Mouguerre 54pts 3. Inthalatz Larressore 52pts 4. Avenir Bizanos 51pts 5. Entente Aramits-Asasp (R) 49pts 6. AS Pont-Long 45pts 7. US Saint-Palais 39pts 8. AS Bayonne (P) 36pts 9. Avenir de Barcus 32pts 10. ES Arudy (P) 4pts | Poule 10 1. SC Pamiers 74pts 2. ES Gimont 56pts 3. SC rieumois 50pts 4. Ger-Séron-Bédeille 50pts 5. US vicquoise 43pts 6. CO Saint-Lary-Soulan (P) 37pts 7. Stade navarrais 34pts 8. FCTT - TOAC/TOEC 33pts 9. US Argelès (R) 23pts 10. Racing club Salvetat-Plaisance (P) 20pts | Poule 11 1. JO pradéenne (R) 64pts 2. AS Tournefeuille 50pts 3. RO Castelnaudary XV 48pts 4. Avenir Bleu et Blanc XV 42pts 5. ES Catalane 40pts 6. US Côte Vermeille 40pts 7. ES Quillan 30pts 8. RC revélois (P) 24pts 9. JS illibérienne (P) 16pts 10. ESC-BAC-ASP 6pts | Poule 12 1. CO Berre XV 63pts 2. RC aubagnais (R) 61pts 3. RC La Valette Le Revest La Garde Le Pradet (P) 58pts 4. RC Martigues-Port-de-Bouc 57pts 5. SU cavaillonnais 45pts 6. Aix UR 43pts 7. RC Vallée du Gapeau (P) 33pts 8. Bastia XV 24pts 9. ES Saint-Saturnin XV 18pts 10. RC Draguignan 16pts |

### Poules 13, 14, 15, 16
- : Qualifiés pour les phases finales
- : Promu en Fédérale 2
- : Relégué en honneur régional

| Poule 13 1. SO Voiron 65pts 2. US Vinay 57pts 3. CS annonéen 56pts 4. Bièvre Saint-Geoirs RC 42pts 5. CO Le Puy (P) 36pts 6. US Deux-Ponts (P) 36pts 7. FC Tournon-Tain rugby 35pts 8. US Izeaux 33pts 9. US Rhône XV 32pts 10. US Véore XV 31pts | Poule 14 1. Union Montélimar 68pts 2. Stade piscénois 57pts 3. RC Palavas 51pts 4. Entente Vendres-Lespignan Hérault XV 50pts 5. SC Privas (P) 48pts 6. US Avignon Le Pontet 39pts 7. Entente Fleury-Salles-Coursan (P) 38pts 8. RC Jacou Montpellier Nord 36pts 9. RC Uzès 29pts 10. ES Monteux (R) 14pts | Poule 15 1. US Montmélian (R) 70pts 2. SAL Saint-Priest 62pts 3. AS Saint-Marcel-Bel-Accueil-L'Isle d'Abeau (ASSMIDA) 57pts 4. CS nuiton 47pts 5. AS Ampuis Côte-Rôtie 45pts 6. CS Lédonien 44pts 7. FC Saint-Claude 41pts 8. SO Givors 28pts 9. AS Tournus (P) 16pts 10. Amberieu Bugey XV (P) 10pts | Poule 16 1. Olympique de Besançon 70pts 2. CA Pontarlier 65pts 3. US Bellegarde-Coupy 54pts 4. US Nantua (P) 53pts 5. RC Les Dombes (R) 51pts 6. SC couchois 39pts 7. RC Belleville-Beaujolais 27pts 8. RC Rillieux 25pts 9. US Dole (P) 20pts 10. Stade montchaninois 18pts |

## Phases finales

### Trente-deuxièmes de finale
Les Trente-deuxièmesseizièmes de finale se déroulent le 1er mai 2016 (matchs aller) et le 8 mai 2016 (matchs retour).
| Équipe                                                             | Aller | Total | Retour | Équipe                                    |
| ------------------------------------------------------------------ | ----- | ----- | ------ | ----------------------------------------- |
| RC Saint-Yrieix (4e poule 5)                                       | 14-10 | 34-30 | 20-20  | (1er poule 6) CA Sarlat                   |
| Stade belvesois (3e poule 6)                                       | 40-28 | 43-55 | 3-27   | RC Clermont-Cournon (2e poule 5)          |
| Olympique marcquois (3e poule 1)                                   | 20-23 | 37-58 | 17-35  | Rugby Épernay Champagne (2e poule 2)      |
| RC Courbevoie (4e poule 2)                                         | 23-37 | 35-57 | 12-20  | US Ris-Orangis (1er poule 1)              |
| Antony Métro 92 (3e poule 2)                                       | 11-10 | 33-27 | 22-17  | Plaisir RC(2e poule 1)                    |
| Stade caennais RC(4e poule 1)                                      | 24-46 | 24-94 | 0-48   | Rugby club auxerrois (1er poule 2)        |
| UM Pontault-Combault (3e poule 3)                                  | 32-47 | 53-67 | 21-20  | Plouzané AC (2e poule 4)                  |
| FC La Roche-sur-Yon (4e poule 4)                                   | 13-12 | 40-54 | 27-42  | RC Drancy (1er poule 3)                   |
| Bourges XV (3e poule 5)                                            | 21-13 | 37-42 | 16-29  | CM Floirac (2e poule 6)                   |
| RC Puilboreau (4e poule 6)                                         | 30-19 | 48-60 | 18-41  | JA Isle(1er poule 5)                      |
| SC rieumois (3e poule 10)                                          | 34-14 | 41-26 | 7-12   | US Mouguerre (2e poule 9)                 |
| Avenir Bizanos (4e poule 9)                                        | 20-31 | 30-69 | 10-38  | SC Pamiers (1er poule 10)                 |
| AS Tournefeuille (2e poule 11)                                     | 36-8  | 55-51 | 19-43  | RC aubagnais (2e poule 12)                |
| RC Martigues-Port-de-Bouc (4e poule 12)                            | 19-17 | 31-47 | 12-30  | JO pradéenne (1er poule 11)               |
| CS annonéen (3e poule 13)                                          | 26-25 | 39-31 | 13-6   | Stade piscénois (2e poule 14)             |
| Entente Vendres-Lespignan Hérault XV (4e poule 14)                 | 17-28 | 37-51 | 20-23  | SO Voiron (1er poule 13)                  |
| RC Palavas (3e poule 14)                                           | 19-14 | 36-46 | 17-32  | US Vinay (2e poule 13)                    |
| Bièvre Saint-Geoirs RC (4e poule 13)                               | 21-26 | 29-58 | 8-32   | Union montilienne sportive (1er poule 14) |
| AS Saint-Marcel-Bel-Accueil-L'Isle d'Abeau (ASSMIDA) (3e poule 15) | 18-11 | 25-33 | 7-22   | CA Pontarlier (2e poule 16)               |
| US Nantua (4e poule 16)                                            | 16-9  | 40-40 | 24-31  | US Montmélian (1er poule 15)              |
| US Bellegarde-Coupy (3e poule 16)                                  | 6-48  | 24-84 | 18-36  | SAL Saint-Priest (2e poule 15)            |
| CS nuiton (4e poule 15)                                            | 10-12 | 26-47 | 16-35  | Olympique de Besançon (1er poule 16)      |
| Ger-Séron-Bédeille (4e poule 10)                                   | 19-9  | 37-25 | 18-16  | Hasparren AC (1er poule 9)                |
| Inthalatz Larressore (3e poule 9)                                  | 13-24 | 38-66 | 25-42  | ES Gimont (2e poule 10)                   |
| Grenade sports (3e poule 7)                                        | 18-16 | 34-38 | 16-22  | AS Layrac (2e poule 8)                    |
| US Mugron (4e poule 8)                                             | 17-31 | 23-57 | 6-26   | CA Périgueux (1er poule 7)                |
| AA nogarolienne (3e poule 8)                                       | 26-6  | 31-23 | 5-17   | RC Saint-Cernin (2e poule 7)              |
| RC Arpajon Veinazès (4e poule 7)                                   | 15-11 | 18-54 | 3-43   | US Salles (1er poule 8)                   |
| RC La Valette Le Revest La Garde Le Pradet (3e poule 12)           | 18-13 | 23-44 | 5-31   | RO Castelnaudary XV (3e poule 11)         |
| ES Catalane (5e poule 11)                                          | 12-16 | 17-46 | 5-30   | CO Berre XV (1er poule 12)                |
| RC Trignac (3e poule 4)                                            | 20-5  | 33-45 | 13-40  | RAC Châteauroux (2e poule 3)              |
| RC blaisois (4e poule 3)                                           | 21-26 | 26-53 | 5-27   | SC Le Rheu (1er poule 4)                  |

### Seizièmes de finale
Les seizièmes de finale se déroulent le 15 mai 2016 (matchs aller) et le 22 mai 2016 (matchs retour)

Les vainqueurs sont promus en Fédérale 2
| Équipe                               | Aller | Total | Retour | Équipe                                    |
| ------------------------------------ | ----- | ----- | ------ | ----------------------------------------- |
| RC Saint-Yrieix (4e poule 5)         | 30-10 | 33-17 | 3-7    | RC Clermont-Cournon (2e poule 5)          |
| Rugby Épernay Champagne (2e poule 2) | 25-13 | 38-29 | 13-16  | US Ris-Orangis (1er poule 1)              |
| Antony Métro 92 (3e poule 2)         | 24-18 | 38-29 | 14-11  | Rugby club auxerrois (1er poule 2)        |
| Plouzané AC (2e poule 4)             | 5-27  | 13-42 | 8-15   | RC Drancy (1er poule 3)                   |
| CM Floirac (2e poule 6)              | 27-22 | 40-43 | 13-21  | JA Isle (1er poule 5)                     |
| SC rieumois (3e poule 10)            | 24-27 | 32-47 | 8-20   | SC Pamiers (1er poule 10)                 |
| AS Tournefeuille (2e poule 11)       | 26-23 | 39-52 | 13-29  | JO pradéenne (1er poule 11)               |
| CS annonéen (3e poule 13)            | 13-15 | 33-40 | 20-25  | SO Voiron (1er poule 13)                  |
| US Vinay (2e poule 13)               | 20-20 | 30-38 | 10-18  | Union montilienne sportive (1er poule 14) |
| CA Pontarlier (2e poule 16)          | 7-30  | 28-42 | 21-12  | US Montmélian (1er poule 15)              |
| SAL Saint-Priest (2e poule 15)       | 66-0  |       | 24-12  | Olympique de Besançon (1er poule 16)      |
| Ger-Séron-Bédeille (4e poule 10)     | 14-21 | 26-30 | 12-9   | ES Gimont (2e poule 10)                   |
| AS Layrac (2e poule 8)               | 18-15 | 31-57 | 13-42  | CA Périgueux (1er poule 7)                |
| AA nogarolienne (3e poule 8)         | 13-20 | 13-58 | 0-38   | US Salles (1er poule 8)                   |
| RO Castelnaudary XV (3e poule 11)    | 32-3  | 35-15 | 3-12   | CO Berre XV (1er poule 12)                |
| RAC Châteauroux (2e poule 3)         | 20-26 | 23-48 | 3-22   | SC Le Rheu (1er poule 4)                  |

### Huitièmes, quarts, demi et finale
|  | Huitièmes de finale        | Huitièmes de finale |                  |    | Quarts de finale | Quarts de finale |  |  | Demi-finales | Demi-finales |  |  | Finale       | Finale       |
|  | Huitièmes de finale        | Huitièmes de finale |                  |    | Quarts de finale | Quarts de finale |  |  | Demi-finales | Demi-finales |  |  | Finale       | Finale       |
|  |                            |                     |                  |    |                  |                  |  |  |              |              |  |  |              |              |
|  | 29 mai 2016                | 29 mai 2016         |                  |    | 5 juin 2016      | 5 juin 2016      |  |  | 12 juin 2016 | 12 juin 2016 |  |  | 26 juin 2016 | 26 juin 2016 |
|  | 29 mai 2016                | 29 mai 2016         |                  |    | 5 juin 2016      | 5 juin 2016      |  |  | 12 juin 2016 | 12 juin 2016 |  |  | 26 juin 2016 | 26 juin 2016 |
|  | Rugby Épernay Champagne    | 16                  |                  |    | 5 juin 2016      | 5 juin 2016      |  |  | 12 juin 2016 | 12 juin 2016 |  |  | 26 juin 2016 | 26 juin 2016 |
|  | Rugby Épernay Champagne    | 16                  |                  |    | 5 juin 2016      | 5 juin 2016      |  |  | 12 juin 2016 | 12 juin 2016 |  |  | 26 juin 2016 | 26 juin 2016 |
|  | Antony Métro 92            | 19                  |                  |    | 5 juin 2016      | 5 juin 2016      |  |  | 12 juin 2016 | 12 juin 2016 |  |  | 26 juin 2016 | 26 juin 2016 |
|  | Antony Métro 92            | 19                  | Antony Métro 92  | 14 |                  |                  |  |  | 12 juin 2016 | 12 juin 2016 |  |  | 26 juin 2016 | 26 juin 2016 |
|  | 29 mai 2016                |                     | Antony Métro 92  | 14 |                  |                  |  |  | 12 juin 2016 | 12 juin 2016 |  |  | 26 juin 2016 | 26 juin 2016 |
|  |                            | RC Drancy           | 22               |    |                  |                  |  |  | 12 juin 2016 | 12 juin 2016 |  |  | 26 juin 2016 | 26 juin 2016 |
|  | RC Drancy                  | RC Drancy           | 22               | 14 |                  |                  |  |  | 12 juin 2016 | 12 juin 2016 |  |  | 26 juin 2016 | 26 juin 2016 |
|  | RC Drancy                  | 5 juin 2016         |                  | 14 |                  |                  |  |  | 12 juin 2016 | 12 juin 2016 |  |  | 26 juin 2016 | 26 juin 2016 |
|  | SC Le Rheu                 | 3                   |                  |    |                  |                  |  |  | 12 juin 2016 | 12 juin 2016 |  |  | 26 juin 2016 | 26 juin 2016 |
|  | SC Le Rheu                 | 3                   | RC Drancy        | 13 |                  |                  |  |  |              |              |  |  | 26 juin 2016 | 26 juin 2016 |
|  | 29 mai 2016                |                     | RC Drancy        | 13 |                  |                  |  |  |              |              |  |  | 26 juin 2016 | 26 juin 2016 |
|  |                            | US Salles           | 23               |    |                  |                  |  |  |              |              |  |  | 26 juin 2016 | 26 juin 2016 |
|  | JA Isle                    | US Salles           | 23               | 17 |                  |                  |  |  |              |              |  |  | 26 juin 2016 | 26 juin 2016 |
|  | JA Isle                    | 12 juin 2016        |                  | 17 |                  |                  |  |  |              |              |  |  | 26 juin 2016 | 26 juin 2016 |
|  | RC Saint-Yrieix            | 13                  |                  |    |                  |                  |  |  |              |              |  |  | 26 juin 2016 | 26 juin 2016 |
|  | RC Saint-Yrieix            | 13                  | JA Isle          | 3  |                  |                  |  |  |              |              |  |  | 26 juin 2016 | 26 juin 2016 |
|  | 29 mai 2016                |                     | JA Isle          | 3  |                  |                  |  |  |              |              |  |  | 26 juin 2016 | 26 juin 2016 |
|  |                            | US Salles           | 13               |    |                  |                  |  |  |              |              |  |  | 26 juin 2016 | 26 juin 2016 |
|  | CA Périgueux               | US Salles           | 13               | 12 |                  |                  |  |  |              |              |  |  | 26 juin 2016 | 26 juin 2016 |
|  | CA Périgueux               | 5 juin 2016         |                  | 12 |                  |                  |  |  |              |              |  |  | 26 juin 2016 | 26 juin 2016 |
|  | US Salles                  | 40                  |                  |    |                  |                  |  |  |              |              |  |  | 26 juin 2016 | 26 juin 2016 |
|  | US Salles                  | 40                  | US Salles        | 16 |                  |                  |  |  |              |              |  |  |              |              |
|  | 29 mai 2016                |                     | US Salles        | 16 |                  |                  |  |  |              |              |  |  |              |              |
|  |                            | JO pradéenne        | 14               |    |                  |                  |  |  |              |              |  |  |              |              |
|  | ES Gimont                  | JO pradéenne        | 14               | 18 |                  |                  |  |  |              |              |  |  |              |              |
|  | ES Gimont                  |                     |                  | 18 |                  |                  |  |  |              |              |  |  |              |              |
|  | SC Pamiers                 | 16                  |                  |    |                  |                  |  |  |              |              |  |  |              |              |
|  | SC Pamiers                 | 16                  | ES Gimont        | 13 |                  |                  |  |  |              |              |  |  |              |              |
|  | 29 mai 2016                |                     | ES Gimont        | 13 |                  |                  |  |  |              |              |  |  |              |              |
|  |                            | JO pradéenne        | 39               |    |                  |                  |  |  |              |              |  |  |              |              |
|  | JO pradéenne               | JO pradéenne        | 39               | 22 |                  |                  |  |  |              |              |  |  |              |              |
|  | JO pradéenne               | 5 juin 2016         |                  | 22 |                  |                  |  |  |              |              |  |  |              |              |
|  | RO Castelnaudary XV        | 10                  |                  |    |                  |                  |  |  |              |              |  |  |              |              |
|  | RO Castelnaudary XV        | 10                  | JO pradéenne     | 23 |                  |                  |  |  |              |              |  |  |              |              |
|  | 29 mai 2016                |                     | JO pradéenne     | 23 |                  |                  |  |  |              |              |  |  |              |              |
|  |                            | SO Voiron           | 19               |    |                  |                  |  |  |              |              |  |  |              |              |
|  | US Montmélian              | SO Voiron           | 19               | 0  |                  |                  |  |  |              |              |  |  |              |              |
|  | US Montmélian              |                     |                  | 0  |                  |                  |  |  |              |              |  |  |              |              |
|  | SAL Saint-Priest           | 6                   |                  |    |                  |                  |  |  |              |              |  |  |              |              |
|  | SAL Saint-Priest           | 6                   | SAL Saint-Priest | 26 |                  |                  |  |  |              |              |  |  |              |              |
|  | 29 mai 2016                |                     | SAL Saint-Priest | 26 |                  |                  |  |  |              |              |  |  |              |              |
|  |                            | SO Voiron           | 33               |    |                  |                  |  |  |              |              |  |  |              |              |
|  | SO Voiron                  | SO Voiron           | 33               | 30 |                  |                  |  |  |              |              |  |  |              |              |
|  | SO Voiron                  |                     |                  | 30 |                  |                  |  |  |              |              |  |  |              |              |
|  | Union montilienne sportive | 26                  |                  |    |                  |                  |  |  |              |              |  |  |              |              |
|  | Union montilienne sportive | 26                  |                  |    |                  |                  |  |  |              |              |  |  |              |              |